# Cine de barrio
Cine de barrio es un programa de televisión español, especializado en la emisión y divulgación del cine popular español del siglo XX (sobre todo de las décadas de los 50 a los 70), que se emite en TVE desde 1995.

## Historia
Cine de barrio nació el 10 de julio de 1995 en TVE 2, pero desde el 21 de octubre de 1995 se emite en La Primera, siendo presentado y dirigido por José Manuel Parada hasta el 2 de enero de 2004. Parada presentaba el espacio junto a los pianistas Pablo Sebastián (1995-2000) y Eloísa Martín (2000-2004), acompañados por Miguel Caiceo: "Señor Manuel" (1996-1997), Julia Bustamante: "Carmelilla del Río" (1997-1999) y la actriz Eva León: "Señorita Lorena" (1999-2004). 
En 2003, tras el escándalo provocado por la emisión de un vídeo grabado para Cine de barrio en el que en un yate Marujita Díaz mostró un desnudo integral, TVE decide no renovar su contrato alegando el elevado coste de la productoray es sustituido por la actriz Carmen Sevilla en la presentacióny por Sebastián Junyent en la dirección desde el 3 de enero de 2004. Tras la repentina muerte de Junyent en junio de 2005, Francisco Quintanar, entonces subdirector del programa, asumió las funciones de director. A Carmen la acompañaba en las entrevistas el periodista Juan Carlos Cerezo hasta el 9 de enero de 2010, cuando éste fue sustituido por Inés Ballester a la semana siguiente.
Desde el 15 de enero de 2011 hasta el 26 de septiembre de 2020 el programa fue presentado por Concha Velasco en solitario. No obstante, durante su baja por enfermedad, entre el 31 de mayo de 2014 y su regreso el 6 de septiembre de 2014, la presentación es asumida por Elena S. Sánchez.
El 26 de septiembre de 2020 se produce el relevo de Concha Velasco por Alaska como presentadora de la nueva etapa del programa. Poco más de un año después, en diciembre de 2021, Francisco Quintanar se prejubila y es sustituido en la dirección por Machús Osinaga, que ya fue redactora en los inicios del programa.
El 23 de septiembre de 2023, Alaska abandona el programa, tras casi tres años como presentadora y es relevada desde el 30 de septiembre de 2023 por Inés Ballester, que ya estuvo como copresentadora del programa en 2010, y que venía de hacer un formato similar, entre 2012 y 2018, en 13 TV, un canal televisivo de la Conferencia Episcopal Española.

#### Frase informativa y polémica
A mediados de abril de 2025 se anunció la medida de que RTVE incluiría una frase informativa o de contextualización en el inicio de aquellas películas de Cine de barrio problemáticas por sus contenidos o enfoques machistas, sexistas, racistas, etc. La frase en cuestión, que en lugar de situarse en un cartel o en un vídeo previo como en otros casos famosos (HBO y Lo que el viento se llevó), se intercala dentro de la emisión de la propia película en La 1, con un aviso en forma de scroll o sobreimpresión móvil en la parte inferior, y dice así: "Las circunstancias contenidas en esta película se enmarcan en una época determinada y deben ser entendidas en el contexto social de dicha época".
La frase de contextualización citada no aparece en la emisión a la carta en RTVE Play de ninguna forma (cartel previo, sobreimpresión, nota en la sinopsis).
Dicha medida de la nueva dirección de RTVE a propósito de varias quejas ante la Defensora de la Audiencia de RTVE, Rosa María Molló, levantó cierta polémica entre José Pablo López, presidente de la Radiotelevisión pública, varios periodistas culturales, e incluso colaboradores del propio programa, al interpretarla algunos como apropiada y acertada, y otros como innecesaria, pues el propio formato dispone de una tertulia, previa a la emisión, con colaboradores que presentan y contextualizan el contenido de la película emitida cada sábado, como un rasgo de infantilización social o de empobrecimiento cultural, o como una medida selectiva prejuiciosa, pues no hace lo mismo con otras películas o contenidos de esas mismas décadas, o incluso mucho más recientes, que también pueden resultar discriminatorias y chocantes en un visionado desde lustros o décadas posteriores.

## Formato
El formato de Cine de barrio es como el de cualquier otro programa de cine, pero con la particularidad de que las películas que se analizan son películas españolas, comerciales y habitualmente comedias, de las décadas de los 50, 60, 70 y a veces incluso de los 80 y 90. Películas muy populares que recuerdan a actores y actrices como Manolo Escobar, Sara Montiel, Marisol, Joselito, Paco Martínez Soria, Carmen Sevilla, Rocío Dúrcal, José Luis López Vázquez, Alfredo Landa o Gracita Morales, entre muchos otros. 
En las primeras etapas del formato en cada programa se solía recibir la visita de intérpretes que aparecían en la película en cuestión. Antes de ver la película, ésta era comentada y recordada junto a la filmografía y fama de la persona invitada, y con un repaso al año en el que se rodó, habitualmente con un vídeo original del NO-DO. Después del visionado de la película, el programa era despedido por los presentadores y se emitía un avance de la película que se emitiría en el próximo programa. Esta despedida posterior al pase de la película se quitó desde que empezó a presentarlo Concha Velasco.
En las últimas etapas ya no es tan habitual recurrir sólo a intérpretes de la propia película emitida y en su lugar se invita a artistas (cine, teatro, televisión, música, etc.) relacionados indirecta o tangencialmente con la película a emitir y su temática. A veces, incluso hay actuaciones musicales de artistas actuales versionando algún tema clásico relacionado con la película semanal. También participan colaboradores habituales que comentan y contextualizan la película de cada sábado, como por ejemplo: Paco Tomás, Benjamín Prado, Lidia García, Valeria Vegas, Carlos Barea o Luz Sánchez Mellado. 

## Equipo

### Presentadores
| Presentadores      | Logo TVE-2 · La Primrera | La Primera  | La Primera  | La Primera  | La Primera  |
| Presentadores      | 1995 - 2004              | 2004 - 2010 | 2011 - 2020 | 2020 - 2023 | 2023 - 2025 |
| ------------------ | ------------------------ | ----------- | ----------- | ----------- | ----------- |
| José Manuel Parada |                          |             |             |             |             |
| Carmen Sevilla     |                          |             |             |             |             |
| Juan Carlos Cerezo |                          |             |             |             |             |
| Inés Ballester     |                          |             |             |             |             |
| Concha Velasco     |                          |             |             |             |             |
| Elena S. Sánchez   |                          |             |             |             |             |
| Alaska             |                          |             |             |             |             |

## Artistas invitados
El programa ha permitido a los telespectadores reencontrarse con actores y actrices españoles que, en ocasiones, llevaban años o incluso décadas sin ponerse delante de una cámara, junto a algunas estrellas del cine actual. 
En varias ocasiones estas visitas fueron las últimas apariciones televisivas de artistas famosos. Como fue el caso de la propia Carmen Sevilla en mayo de 2011.

## Premios
- Faro de Plata 2025 de la 37 edición del Festival de Cine de Alfaz del Pi (en valenciano, Festival d'Alfàs del Pi , Alicante) en reconocimiento a su labor de difusión y preservación del cine español, en el 30º aniversario del programa. Lo recogieron su directora, Machús Osinaga y su presentadora, Inés Ballester .[19]
- Premio Social 2023, concedido en el marco de la XX edición del Festival de Cortos AdN de la Universidad de Nebrija “por su preservación y difusión del cine español”. [20]
- Premio a la Investigación del Cine Español 2024, en la categoría de Mejor Programa Televisivo, concedido por FlixOlé y la Universidad Rey Juan Carlos, por dar a "conocer las películas que forman parte de la memoria colectiva y que cada sábado recuerdan el rico y variado patrimonio audiovisual español ". [21]